# نیونهم، کنت
نیونهم (به انگلیسی: Newnham) یک روستا و محله مدنی در بریتانیا است که در Swale واقع شده‌است. نیونهم ۳۸۶ نفر جمعیت دارد.